# M. L'ora del destino
 M. L'ora del destino è un romanzo dello scrittore italiano Antonio Scurati edito da Bompiani. È il seguito di M. Gli ultimi giorni dell'Europa.

## Trama
Il libro narra le vicende di Benito Mussolini  dal 1940 fino alla caduta del fascismo del 25 luglio 1943.

## Edizioni
- Antonio Scurati, M. L'ora del destino, Bompiani, 2024.